# 為我們帶來希望
為我們帶來希望 (英文：Hope For Us) 是Edyta Górniak的第二張專輯和第一張國際專輯艾迪塔的第三支派台單曲。這單曲於1997年11月由波蘭百代唱片公司發行，但僅用作派臺，並沒公開販售。

## 背景
這首歌由Edyta Górniak與 José Carreras合唱。Shelly Peiken ，Jon Lind Billy  和 Krzesimir Dębski 作曲及填詞， Jarosław Regulski製作，與波蘭管弦樂團合作錄製。
該單曲僅在波蘭發行，用作宣傳專輯艾迪塔的波蘭特別版。

## 曲目列表

### 波蘭宣傳單曲
1. 為我們帶來希望 (Hope For Us) (4:17)